# Lorentzkontraktion
Die Lorentzkontraktion oder relativistische Längenkontraktion ist ein Phänomen der speziellen Relativitätstheorie. Der gemessene Abstand zwischen zwei Punkten im Raum ist abhängig von der relativen Bewegung von messendem und gemessenem System. Wenn die Punkte, deren Abstand gemessen werden soll, im messenden System ruhen, ergibt die Messung den maximalen Wert – die sogenannte Ruhelänge. Je schneller sich messendes und gemessenes System relativ zueinander bewegen, umso kleiner wird der gemessene Abstand. Da die Länge eines Objekts der Abstand zwischen seinen Endpunkten ist, ergibt die Längenmessung eines bewegten Objekts eine geringere Länge als dieselbe Messung am ruhenden Objekt. Der Effekt tritt nur in Richtung der relativen Bewegung auf und nimmt mit zunehmender relativer Geschwindigkeit zu. Die Lorentzkontraktion ist ebenso wie die Zeitdilatation und die Relativität der Gleichzeitigkeit eines der grundlegenden Phänomene der speziellen Relativitätstheorie und spielt eine wichtige Rolle bei der Auswertung von Experimenten in Teilchenbeschleunigern.

## Die Formel in allgemeiner Form

Das Verhältnis ist gleich dem inversen Lorentz-Faktor und nähert sich null, wenn sich die Geschwindigkeit der Lichtgeschwindigkeit nähert

Die Größe des Effekts entlang der Bewegungsrichtung eines Objekts errechnet sich mit der Kontraktionsformel:
{\displaystyle L={\frac {L_{0}}{\gamma }}}.
Dabei ist:
{\displaystyle L} die kontrahierte Länge, also die in einem Inertialsystem gemessene Länge eines relativ zu diesem Inertialsystem bewegten Objekts,
{\displaystyle L_{0}} die Ruhelänge, also die Länge desselben Objekts gemessen in dem Inertialsystem, in dem das Objekt ruht, und
{\displaystyle \gamma ={\frac {1}{\sqrt {1-v^{2}/c^{2}}}}} der Lorentzfaktor mit der Lichtgeschwindigkeit {\displaystyle c} und der Geschwindigkeit {\displaystyle v} des zu messenden Objekts.
Die Formel für die Lorentzkontraktion lässt sich also schreiben als:
{\displaystyle L=L_{0}{\sqrt {1-v^{2}/c^{2}}}}.
{\displaystyle L_{0}=L{\frac {1}{\sqrt {1-v^{2}/c^{2}}}}}.
Die Längenkontraktion war ursprünglich 1892 von Hendrik Antoon Lorentz eingeführt worden, um das Michelson-Morley-Experiment mit der Geschwindigkeit {\displaystyle v} relativ zum hypothetischen Äther zu erklären. Sie erhielt 1905 von Albert Einstein ihre moderne, relativistische Interpretation, bei der {\displaystyle v} die Geschwindigkeit zwischen Beobachter und beobachtetem Objekt ist.

## Geschichte
Die Längenkontraktion wurde ursprünglich in qualitativer Form von George Francis FitzGerald (1889) und in quantitativer Form von Hendrik Antoon Lorentz (1892) formuliert, um den negativen Ausgang des Michelson-Morley-Experiments zu erklären und dabei die Idee eines ruhenden Äthers zu retten (Fitzgerald-Lorentzsche Kontraktionshypothese).
Als Analogie diente die bereits 1888 durch Oliver Heaviside festgestellte Tatsache, dass bewegte elektrostatische Felder deformiert werden (Heaviside-Ellipsoid). Da zum damaligen Zeitpunkt jedoch kein Grund vorhanden war anzunehmen, dass sich die intermolekularen Kräfte genauso verhalten wie elektromagnetische Kräfte (oder elektromagnetischer Natur seien), wurde die Lorentzkontraktion als Ad-hoc-Hypothese eingestuft, welche ausschließlich dazu diente, die Entdeckung mit der Hypothese des Äthers in Einklang zu bringen. Im Folgenden entwickelte Joseph Larmor 1897 eine Theorie, in der die Materie selbst elektromagnetischen Ursprungs ist. Die Kontraktionshypothese ist dann nicht mehr als reine Ad-hoc-Hypothese anzusehen, sondern wäre eine Folge der elektromagnetischen Konstitution der Materie. Eine rein elektromagnetische Erklärung der Materie stellte sich bald als undurchführbar heraus: Henri Poincaré zeigte 1905, dass mit nicht-elektrischen Kräften eine weitere Ad-hoc-Hypothese eingeführt werden musste, um die Stabilität der Elektronen zu gewährleisten und die Kontraktion dynamisch zu erklären.
Diese Problematik wurde gelöst, als Albert Einstein 1905 durch Reformulierung der Begriffe von Raum und Zeit, und ohne irgendwelche dynamische Äthereffekte annehmen zu müssen, im Rahmen der speziellen Relativitätstheorie eine einfache kinematische Herleitung gelang. Diese Erklärung, die auf dem Relativitätsprinzip und dem Prinzip der Konstanz der Lichtgeschwindigkeit beruhte, nahm dem Effekt endgültig seinen Ad-hoc-Charakter und bildet die Grundlage der modernen Auffassung der Lorentzkontraktion. Dies wurde unter anderem von Hermann Minkowski weitergeführt, der eine anschauliche geometrische Darstellung der relativistischen Effekte in der Raumzeit entwickelte.

## Erläuterung
Für das Verständnis der Lorentzkontraktion ist die sorgfältige Berücksichtigung der Methoden zur Längenmessung von ruhenden und bewegten Objekten von grundlegender Bedeutung. Mit „Objekt“ ist einfach eine Strecke gemeint, deren Endpunkte immer zueinander ruhen bzw. sich immer mit derselben Geschwindigkeit bewegen. Wenn der Beobachter sich nicht relativ zum beobachteten Objekt bewegt, sie also im selben Inertialsystem ruhen, dann kann die „Ruhe- bzw. Eigenlänge“ {\displaystyle L_{0}} des Objekts einfach durch direktes Anlegen eines Maßstabs ermittelt werden.
Liegt jedoch eine Relativgeschwindigkeit > 0 vor, kann folgendermaßen vorgegangen werden: Der Beobachter stellt eine Reihe von Uhren auf, welche alle synchronisiert werden, entweder
- durch den Austausch von Lichtsignalen gemäß der Poincaré-Einstein-Synchronisation oder
- durch „langsamen Uhrentransport“. Bei dieser Methode wird eine Uhr ausreichend langsam (um den Einfluss der Zeitdilatation vernachlässigen zu können) zu jeder einzelnen Uhr der Reihe transportiert und überträgt auf diese ihre Zeitanzeige.

Nach erfolgter Synchronisation bewegt sich das zu vermessende Objekt an dieser Uhrenreihe entlang. Jede Uhr verzeichnet den Zeitpunkt, zu dem das rechte und das linke Ende des Objekts die jeweilige Uhr passiert. Man notiert sich anhand der in den Uhren gespeicherten Werte den Zeitpunkt und den Ort einer Uhr A, an dem sich das linke Ende befunden hat, und den Ort einer Uhr B, an dem sich gleichzeitig das rechte Ende befunden hat. Es ist klar, dass der Uhrenabstand A–B identisch ist mit der Länge {\displaystyle L} des bewegten Objekts.

Symmetrie der Lorentzkontraktion: Es seien jeweils drei baugleiche blaue und rote Stäbe gegeben, welche sich aneinander vorbeibewegen. Wenn die linken Enden von A und D dieselbe Position auf der x-Achse einnehmen, ergibt sich nun in S, dass die gleichzeitige Position des linken Endes von A und des rechten Endes von C deutlich weiter auseinander liegt, als die gleichzeitige Position des linken Endes von D und des rechten Endes von F. Hingegen ist in S’ die gleichzeitige Position des linken Endes von D und des rechten Endes von F deutlich weiter auseinander, als die gleichzeitige Position des linken Endes von A und des rechten Endes von C.

Die Definition der Gleichzeitigkeit von Ereignissen ist also von entscheidender Bedeutung für die Längenmessung bewegter Objekte. In der klassischen Physik ist die Gleichzeitigkeit absolut, und folglich werden {\displaystyle L} und {\displaystyle L_{0}} immer übereinstimmen. Jedoch macht in der Relativitätstheorie die Konstanz der Lichtgeschwindigkeit in allen Inertialsystemen und die damit zusammenhängende Relativität der Gleichzeitigkeit diese Übereinstimmung zunichte. Wenn also Beobachter in einem Inertialsystem behaupten, die beiden Endpunkte des Objekts gleichzeitig gemessen zu haben, werden Beobachter in allen anderen Inertialsystemen behaupten, dass diese Messungen nicht gleichzeitig erfolgten, und zwar um einen aus der Lorentz-Transformation zu berechnenden Wert – siehe dazu den Abschnitt Herleitung. Als Folge davon ergibt sich: Während die Ruhelänge unverändert bleibt und immer die größte gemessene Länge des Körpers ist, wird bei einer relativen Bewegung zwischen Objekt und Messinstrument eine – bezüglich der Ruhelänge – kontrahierte Länge gemessen. Diese nur in Bewegungsrichtung auftretende Kontraktion wird durch folgende Beziehung dargestellt (wobei {\displaystyle \gamma } der Lorentzfaktor ist):
{\displaystyle L=L_{0}/\gamma .}
Man betrachte zum Beispiel einen Zug und einen Bahnhof, die sich relativ zueinander mit einer konstanten Geschwindigkeit {\displaystyle v=0{,}8c} bewegen. Der Bahnhof ruht im Inertialsystem S, der Zug ruht in S’. Im Zugsystem S’ soll sich nun ein Stab befinden, der dort eine Ruhelänge von {\displaystyle L_{0}^{'}=30\ \mathrm {cm} } hat. Aus Sicht des Bahnhofsystems S hingegen ist der Stab bewegt, und es wird gemäß folgender Formel die kontrahierte Länge {\displaystyle L} gemessen:
{\displaystyle L=L_{0}^{'}/\gamma =18\ \mathrm {cm} }
Der Stab wird nun aus dem Zug geworfen und kommt auf dem Bahnhof zum Stillstand, sodass die Beobachter unter Berücksichtigung obiger Messvorschriften von neuem die Länge des Stabes bestimmen müssen. Jetzt ist es das Bahnhofsystem S, in dem die Ruhelänge des Stabes von {\displaystyle L_{0}=30\ \mathrm {cm} } gemessen wird (der Stab ist in S größer geworden), wohingegen der Stab aus Sicht des Zugsystems S’ bewegt ist und gemäß folgender Formel kontrahiert gemessen wird:
{\displaystyle L'=L_{0}/\gamma =18\ \mathrm {cm} }
Wie vom Relativitätsprinzip gefordert, müssen in allen Inertialsystemen dieselben Naturgesetze gelten. Die Längenkontraktion fällt also symmetrisch aus: Ruht der Stab im Zug, hat er im Zugsystem S’ seine Ruhelänge und wird im Bahnhofsystem S kontrahiert gemessen. Wird er hingegen auf den Bahnhof transportiert, dann wird im Bahnhofsystem S seine Ruhelänge und im Zugsystem S’ seine kontrahierte Länge gemessen.

## Herleitung

### Lorentz-Transformation
Der Zusammenhang zwischen Ruhelänge und bewegter Länge lässt sich, abhängig von der jeweiligen Messsituation, mittels der Lorentz-Transformation ableiten.
{\displaystyle {\begin{aligned}x^{'}&=\gamma \left(x-vt\right),\\t^{'}&=\gamma \left(t-vx/c^{2}\right).\end{aligned}}}

### Bewegte Länge wurde gemessen
Im Inertialsystem S bezeichnen {\displaystyle x_{1}} und {\displaystyle x_{2}} die gemessenen Endpunkte für ein dort bewegtes Objekt der Länge {\displaystyle L}. Da das Objekt hier bewegt ist, wurde gemäß obiger Messvorschrift dessen Länge {\displaystyle L} bereits durch gleichzeitige Bestimmung der Endpunkte gemessen, also {\displaystyle t_{1}=t_{2}}. Es sollen nun die Endpunkte in S’, wo das Objekt ruht, durch die Lorentz-Transformation ermittelt werden. Eine Transformation der Zeitkoordinaten würde eine Differenz ergeben, die jedoch irrelevant ist, da das Objekt im Zielsystem S’ immer am selben Ort ruht und der Zeitpunkt der Messungen dort keine Rolle spielt. Folglich ist bei dieser Messsituation die Transformation der Raumkoordinaten ausreichend:
{\displaystyle x'_{1}=\gamma \left(x_{1}-vt_{1}\right)\quad \mathrm {und} \quad x'_{2}=\gamma \left(x_{2}-vt_{2}\right).}
Da {\displaystyle L=x_{2}-x_{1}\ } und {\displaystyle L_{0}^{'}=x_{2}^{'}-x_{1}^{'}} ist, ergibt sich:
(1) {\displaystyle L_{0}^{'}=L\gamma .}
Die Ruhelänge in S' ist also größer als die bewegte Länge in S, letztere ist also kontrahiert bezüglich der Ruhelänge um:
(2) {\displaystyle L=L_{0}^{'}/\gamma .}
Gemäß Relativitätsprinzip müssen umgekehrt auch in S ruhende Objekte aus Sicht von S’ einer Kontraktion unterworfen sein. Werden in obigen Formeln die Vorzeichen und Striche symmetrisch ersetzt, ergibt sich tatsächlich:
(3) {\displaystyle L_{0}=L'\gamma ,}
also
(4) {\displaystyle L'=L_{0}/\gamma .}

### Ruhelänge wurde gemessen
Ist jedoch ein Objekt gegeben, das in S ruht, dann wird dort seine Ruhelänge gemessen. Wird daraus die bewegte Länge in S’ berechnet, ist auf Gleichzeitigkeit der Messung der Endpunkte im Zielsystem zu achten, da sich dort aufgrund der Bewegung die Position der Endpunkte ständig ändert. Die Lorentz-Transformation ist also:
{\displaystyle {\begin{aligned}x_{1}^{'}&=\gamma \left(x_{1}-vt_{1}\right)&\quad \mathrm {und} \quad &&x_{2}^{'}&=\gamma \left(x_{2}-vt_{2}\right)\\t_{1}^{'}&=\gamma \left(t_{1}-vx_{1}/c^{2}\right)&\quad \mathrm {und} \quad &&t_{2}^{'}&=\gamma \left(t_{2}-vx_{2}/c^{2}\right)\end{aligned}}.}
Mit {\displaystyle t_{1}=t_{2}\ } und {\displaystyle L_{0}=x_{2}-x_{1}} ergeben sich folgende nicht-gleichzeitige Differenzen:
{\displaystyle {\begin{aligned}\Delta x'&=\gamma L_{0}\\\Delta t'&=\gamma vL_{0}/c^{2}\end{aligned}}}
Um die gleichzeitigen Positionen der beiden Endpunkte zu ermitteln, muss die Distanz, die vom zweiten Endpunkt mit {\displaystyle v} in der Zeit {\displaystyle \Delta t'} zurückgelegt worden ist, von der nicht-gleichzeitigen Entfernung {\displaystyle \Delta x'} abgezogen werden. Es ergibt sich
{\displaystyle {\begin{aligned}L'&=\Delta x'-v\Delta t'\\&=\gamma L_{0}-\gamma v^{2}L_{0}/c^{2}\\&=L_{0}/\gamma \end{aligned}}}
Umgekehrt ergibt obiger Rechenweg für ein in S’ ruhendes Objekt das symmetrische Resultat:
{\displaystyle L=L_{0}^{'}/\gamma }.

### Zeitdilatation
Die Längenkontraktion kann auch mittels der Zeitdilatation hergeleitet werden. Gemäß diesem Effekt ist die Gangrate einer einzelnen „bewegten“ Uhr, welche ihre invariante Eigenzeit {\displaystyle T_{0}} anzeigt, geringer als die von zwei synchronisierten „ruhenden“ Uhren, welche die Zeit {\displaystyle T} anzeigen. Die Zeitdilatation wurde experimentell vielfach bestätigt und wird dargestellt durch die Beziehung:
{\displaystyle T=T_{0}\gamma }.
Ein Stab mit der Ruhelänge {\displaystyle L_{0}} in {\displaystyle S} und eine Uhr ruhend in {\displaystyle S'} bewegen sich entlang einander. Die jeweiligen Reisezeiten der Uhr von einem Stabende zum anderen sind gegeben mit {\displaystyle T=L_{0}/v} in S und {\displaystyle T'_{0}=L'/v} in {\displaystyle S'}, also die zurückgelegten Längen sind {\displaystyle L_{0}=Tv} und {\displaystyle L'=T'_{0}v}. Durch Einfügen der Zeitdilatationsformel ergibt sich das Verhältnis der Längen mit:
{\displaystyle {\frac {L'}{L_{0}}}={\frac {T'_{0}v}{Tv}}=1/\gamma }
Folglich ergibt sich die gemessene Länge in {\displaystyle S'} mit
{\displaystyle L'=L_{0}/\gamma }.
Also der Effekt, dass in {\displaystyle S} die bewegte Uhr eine geringere Reisezeit aufgrund der Zeitdilatation anzeigt, wird in {\displaystyle S'} interpretiert als verursacht durch die Kontraktion des bewegten Stabes. Wenn nun bei weiterhin gegenseitiger Bewegung die Uhr in {\displaystyle S}, hingegen der Stab in {\displaystyle S'}’ ruhte, ergäbe obige Vorgehensweise das symmetrische Ergebnis:
{\displaystyle L=L'_{0}/\gamma }, wobei {\displaystyle L=L'} und {\displaystyle L'_{0}=L_{0}}.

## Minkowski-Diagramm

Minkowski-Diagramm und Längenkontraktion. In S sind alle Ereignisse auf Parallelen zur x-Achse gleichzeitig, und in S’ sind alle Ereignisse auf Parallelen zur x’-Achse gleichzeitig.

Die Lorentz-Transformation entspricht geometrisch einer Drehung in der vierdimensionalen Raumzeit, und die aus ihr folgenden Effekte, wie die Lorentz-Kontraktion, können demzufolge mit Hilfe eines Minkowski-Diagramms anschaulich dargestellt werden.
Ist ein ruhender Stab in S’ gegeben, so befinden sich seine Endpunkte auf der ct’-Achse und der Achse parallel dazu. In S’ ergeben sich die (zur x’-Achse parallelen) gleichzeitigen Positionen der Endpunkte mit O und B, also eine Ruhelänge von OB. Hingegen sind in S die (zur x-Achse parallelen) gleichzeitigen Positionen der Endpunkte mit O und A gegeben, also eine kontrahierte Länge von OA.
Ist hingegen ein ruhender Stab in S gegeben, so befinden sich seine Endpunkte auf der ct-Achse und der Achse parallel dazu. In S ergeben sich die (zur x-Achse parallelen) gleichzeitigen Positionen der Endpunkte mit O und D, also eine Ruhelänge von OD. Hingegen sind in S’ die (zur x’-Achse parallelen) gleichzeitigen Positionen der Endpunkte mit O und C gegeben, also eine kontrahierte Länge von OC.

## Experimentelle Bestätigungen
Eine direkte experimentelle Bestätigung der Lorentzkontraktion ist schwierig, da der Effekt nur bei sich annähernd mit Lichtgeschwindigkeit bewegenden Teilchen nachweisbar wäre. Deren räumliche Dimension als Teilchen ist jedoch verschwindend gering. Darüber hinaus kann sie nur von einem Beobachter nachgewiesen werden, der sich nicht im selben Inertialsystem wie das beobachtete Objekt befindet. Ein neben dem zu beobachtenden Objekt mitbewegter Beobachter ruht aber im Inertialsystem des beobachteten Objekts (siehe beispielsweise das Trouton-Rankine-Experiment oder die Experimente von Rayleigh und Brace) und die Kontraktion des beobachteten Objekts ist für ihn nicht existent.
Es gibt jedoch eine Reihe von indirekten Bestätigungen der Lorentzkontraktion, wobei die Beurteilung definitionsgemäß vom Standpunkt eines nicht mitbewegten Inertialsystems heraus erfolgte.
- Es war der negative Ausgang des Michelson-Morley-Experiments, der die Einführung der Lorentzkontraktion notwendig machte. Im Rahmen der SRT sieht dessen Erklärung folgendermaßen aus: Für einen mitbewegten Beobachter ist das Interferometer in Ruhe und das Ergebnis ist aufgrund des Relativitätsprinzips negativ. Doch aus Sicht eines nicht mitbewegten Beobachters (das entspricht in der klassischen Physik der Sicht eines im Äther ruhenden Beobachters) muss das Interferometer in Bewegungsrichtung kontrahiert sein, um das negative Ergebnis mit den Maxwellschen Gleichungen und dem Prinzip der Konstanz der Lichtgeschwindigkeit in Übereinstimmung zu bringen.
- Es folgt aus der Lorentzkontraktion, dass im Ruhezustand sphärische Schwerionen bei relativistischen Geschwindigkeiten in Bewegungsrichtung die Form flacher Scheiben bzw. Pfannkuchen („pancakes“) annehmen müssen. Und tatsächlich ergibt sich, dass die bei Teilchenkollisionen erhaltenen Ergebnisse nur unter Berücksichtigung der durch die Lorentzkontraktion verursachten hohen Nukleonendichte bzw. der hohen Frequenzen in den elektromagnetischen Feldern erklärt werden können. Dieser Umstand führt dazu, dass die Effekte der Lorentzkontraktion bereits im Design der Experimente berücksichtigt werden müssen.[10][11][12]
- Eine weitere Bestätigung ist die Zunahme des Ionisierungsvermögens elektrisch geladener Teilchen bei steigender Geschwindigkeit. Gemäß der klassischen Physik müsste dieses Vermögen abnehmen, jedoch führt die Lorentzkontraktion des Coulomb-Feldes bei steigender Geschwindigkeit zu einer Verstärkung der elektrischen Feldstärke senkrecht zur Bewegungsrichtung, was zu der tatsächlich beobachteten Zunahme des Ionisierungsvermögens führt.[13][14]
- Ein weiteres Beispiel sind Myonen in der Erdatmosphäre, welche in einer Entfernung von ca. 10 km von der Erdoberfläche entstehen. Würde die Halbwertszeit von ruhenden und bewegten Myonen übereinstimmen, könnten sie selbst bei fast Lichtgeschwindigkeit nur ca. 600 m zurücklegen – trotzdem erreichen sie die Erdoberfläche. Im Ruhesystem der Atmosphäre erklärt sich dieses Phänomen mit der Zeitdilatation bewegter Teilchen, durch die sich die Lebensdauer und somit die Reichweite der Myonen entsprechend verlängert. Im Ruhesystem der Myonen ist zwar die Reichweite unverändert bei 600 m, jedoch ist die Atmosphäre bewegt und folglich kontrahiert, sodass selbst die geringe Reichweite ausreicht, um die Oberfläche zu erreichen.[14]
- Ebenso ist die Längenkontraktion zusammen mit dem relativistischen Dopplereffekt in Übereinstimmung mit der extrem geringen Wellenlänge der Undulatorstrahlung eines Freie-Elektronen-Lasers. Hier werden relativistische Elektronen in einen Undulator injiziert und dadurch Synchrotronstrahlung erzeugt. Im Ruhesystem der Teilchen bewegt sich der Undulator annähernd mit Lichtgeschwindigkeit und ist kontrahiert, was zu einer erhöhten Frequenz führt. Auf diese Frequenz muss nun, zur Ermittlung der Frequenz im Laborsystem, der relativistische Dopplereffekt angewendet werden.[15][16]

Damit verknüpft ist die Frage, ob die Längenkontraktion real oder scheinbar ist. Doch dies betrifft eher die Wortwahl, denn in der Relativitätstheorie ist das Verhältnis von Ruhelänge und kontrahierter Länge operational unzweideutig definiert, und kann und wird in der Physik wie eben ausgeführt nutzbringend eingesetzt.
Auch Einstein selbst wies 1911 in einer Replik die Behauptung Vladimir Varičaks zurück, wonach nach Lorentz die Kontraktion „tatsächlich“, nach Einstein jedoch nur „scheinbar, subjektiv“ sei (Hervorhebungen im Original):

„Der Verfasser hat mit Unrecht einen Unterschied der Lorentzschen Auffassung von der meinigen mit Bezug auf die physikalischen Tatsachen statuiert. Die Frage, ob die Lorentz-Verkürzung wirklich besteht oder nicht, ist irreführend. Sie besteht nämlich nicht „wirklich“, insofern sie für einen mitbewegten Beobachter nicht existiert; sie besteht aber „wirklich“, d. h. in solcher Weise, daß sie prinzipiell durch physikalische Mittel nachgewiesen werden könnte, für einen nicht mitbewegten Beobachter.“

## Optische Wahrnehmung
Wie oben erklärt, ist es für die Messung der Längenkontraktion bewegter Objekte erforderlich, dass sich Uhren oder Messinstrumente am Ort des zu messenden Objekts beziehungsweise an dessen Endpunkten befinden. Eine andere Frage ist es, wie ein bewegtes Objekt aus einer größeren Entfernung aussieht – beispielsweise auf einer Fotografie oder dem Film einer Kamera. Es ergibt sich, dass auf einem Foto die Lorentzkontraktion als solche nicht erkennbar ist, da zum Kontraktionseffekt noch optische Effekte hinzutreten, die zu einer Verzerrung des Bildes führen. Statt eines gestauchten Objektes sieht der Beobachter das ursprüngliche Objekt gedreht, wobei der scheinbare Drehwinkel von der Geschwindigkeit des Körpers abhängig ist.

Lorentzkontraktion: optische Wahrnehmung als Drehung

 Die nebenstehende Grafik soll diesen Effekt erläutern: Der betrachtete Körper ist vereinfacht als Würfel in Aufsicht dargestellt, der ruhende Beobachter durch ein Auge. Die blaue Seite des Würfels befindet sich der Einfachheit halber senkrecht zur Sichtlinie des Beobachters. Befindet sich der Körper in Ruhe, so sieht der Beobachter nur die Seite, die zu ihm zeigt (im Bild blau dargestellt). Befindet sich der Körper andererseits in Bewegung (der Einfachheit halber senkrecht zur Sichtlinie des Beobachters), so können auch die Lichtstrahlen, die von der roten Seite ausgehen, das Auge des Beobachters erreichen. Während die rote Seite bei einem ruhenden Körper unsichtbar ist, wird bei einem bewegten Körper mit zunehmender Geschwindigkeit immer mehr davon sichtbar. Das sichtbare Bild eines Körpers wird durch die Lichtstrahlen bestimmt, die das Auge gleichzeitig erreichen. Während der Lichtstrahl vom hintersten Punkt der roten Seite auf dem Weg zum Beobachter an den weiter vorne liegenden Punkten vorbeikommt, hat sich der Körper schon ein Stück weiterbewegt. Somit kommen alle Lichtstrahlen näherliegender Punkte, die zum gleichen Zeitpunkt beim Betrachter eintreffen, in Bewegungsrichtung des Körpers versetzt an. Zugleich erscheint die blaue Seite gestaucht, da sie eine Lorentzkontraktion erfährt. Insgesamt ergibt sich für den Beobachter der gleiche optische Eindruck, den ein gedrehter Körper hervorrufen würde. Der scheinbare Drehwinkel {\displaystyle \varphi } ist hierbei nur von der relativen Geschwindigkeit {\displaystyle v} des Körpers senkrecht zur Sichtlinie des Beobachters abhängig:
{\displaystyle \sin {\varphi }={\frac {v}{c}}.}

## Scheinbare Paradoxien
Bei oberflächlicher Anwendung der Kontraktionsformel kann es zu scheinbaren Paradoxien der Lorentzkontraktion kommen. Beispiele sind diverse Paradoxien der Längenkontraktion, welche sich bei genauer Berücksichtigung der Messvorschriften und damit zusammenhängend der Relativität der Gleichzeitigkeit leicht auflösen lassen. Etwas komplizierter sind die Zusammenhänge, wenn Beschleunigungen wie beim Bellschen Raumschiffparadoxon im Spiel sind. Der dabei erfolgte Wechsel des Inertialsystems führt zu einer Veränderung der Beurteilung der Gleichzeitigkeit von Ereignissen, und ebenso müssen die entstehenden Spannungen in den verwendeten Materialien berücksichtigt werden. Ähnliches gilt bei der Rotation von Körpern, wo anhand des Ehrenfestschen Paradoxons demonstriert werden kann, dass in der SRT keine starren Körper existieren können. Für Einstein war dieser Zusammenhang ein wichtiger Schritt zur Entwicklung der allgemeinen Relativitätstheorie, da für einen mitrotierenden Beobachter der Raum unter anderem wegen der Lorentzkontraktion eine nichteuklidische Geometrie annimmt.